# Badan Pengembangan dan Pembinaan Bahasa

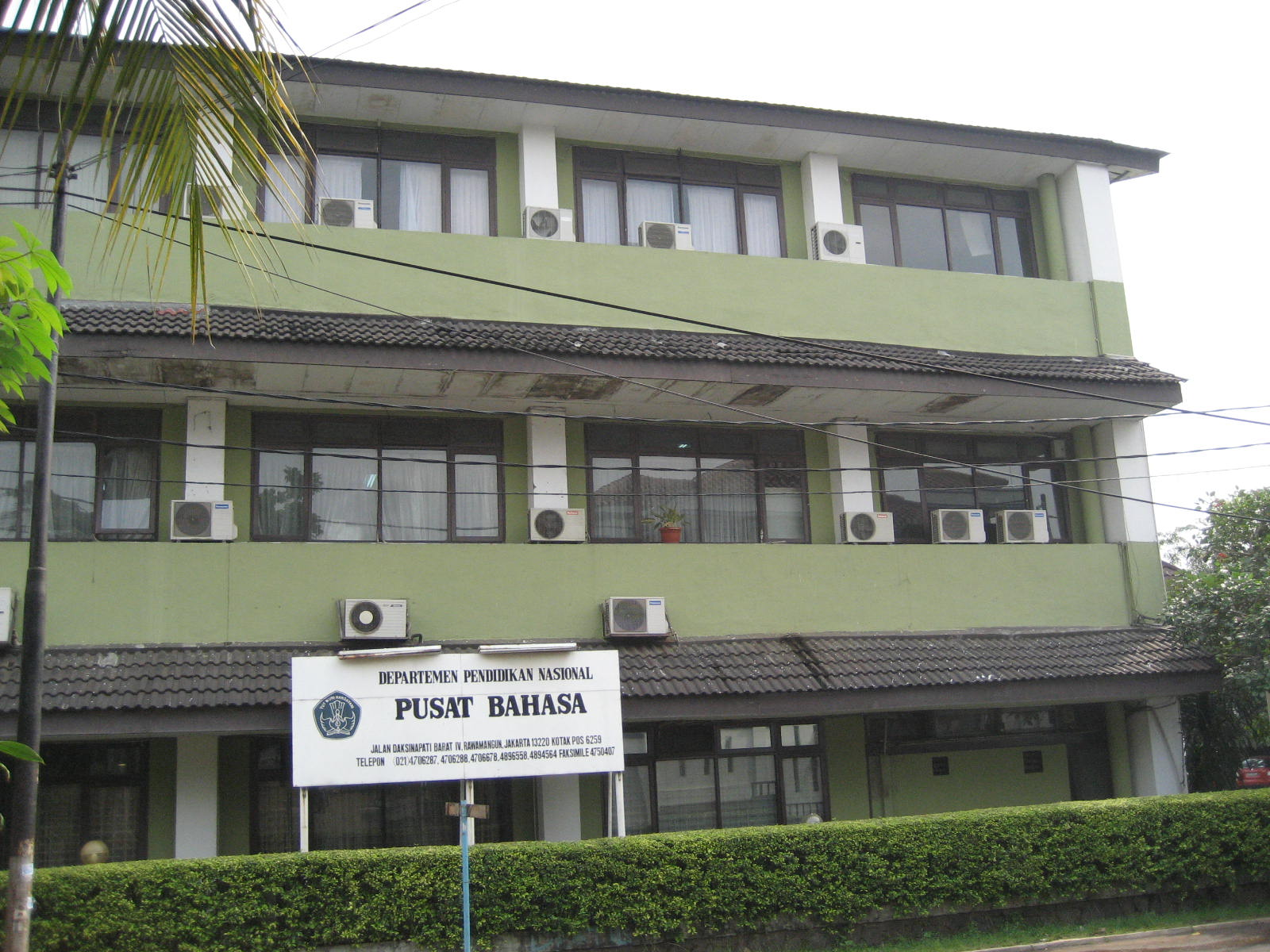
Główny budynek gremium

Badan Pengembangan dan Pembinaan Bahasa, także Badan Bahasa (dawniej Pusat Bahasa) – indonezyjska instytucja państwowa zajmująca się regulacją języka indonezyjskiego oraz dokumentacją języków regionalnych Indonezji.
Prowadzi działania na rzecz promocji języka narodowego oraz wypracowuje politykę w kwestii reagowania na wpływy języków obcych. 
Od 1988 r. wydaje autorytatywny słownik Kamus Besar Bahasa Indonesia (KBBI), kodyfikujący normę języka indonezyjskiego. Od lat 70. do lat 90. XX w. pod auspicjami instytucji prowadzono szeroko zakrojone badania nad językami Indonezji, w ramach Proyek Pengembangan Bahasa Daerah.
Instytucja została założona w 1947 roku, wówczas pod nazwą Instituut voor Taal en Cultuur Onderzoek. W ciągu swojego istnienia gremium nosiło wiele nazw. Od 2010 roku funkcjonuje jako Badan Pengembangan dan Pembinaan Bahasa.